# Ingliz Bey
Hadj Moustapha, dit Ingliz Bey, de son nom Hadj Moustapha Bey ben Hussein (en arabe : الحاج مصطفى باي بن حسين), est le bey de Constantine de janvier 1798 à mai 1803.
Il est surnommé « Ingliz » car il passa dix ans en captivité en Angleterre. Il fut destitué par Mustapha Pacha en mai 1803 et se réfugia à Tunis auprès de Hammouda Pacha.